# 银行广场

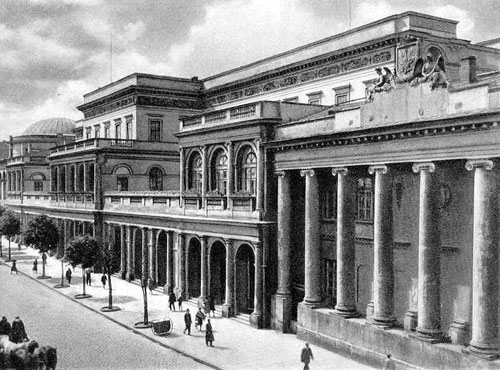
财政部和部长官邸

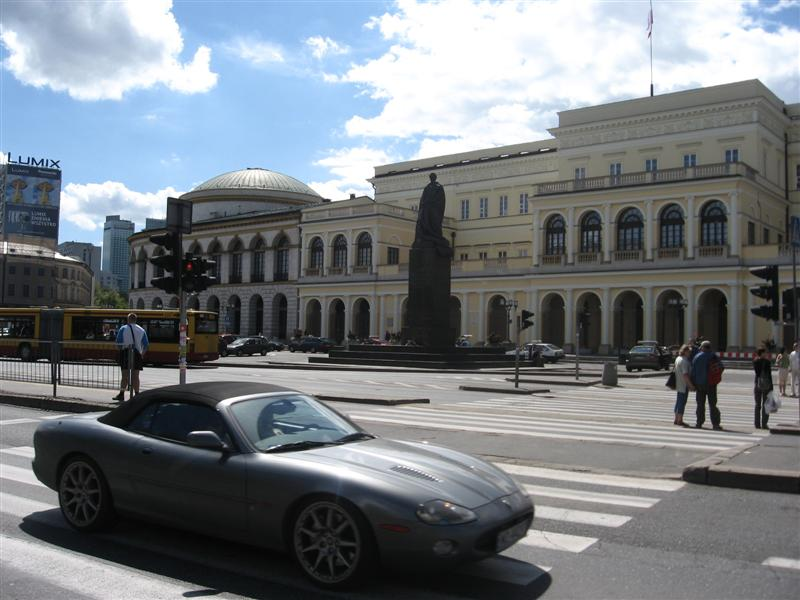
Porczyńskis美术馆，过去是波兰银行和证券交易所所在地.

银行广场（波蘭語：Plac Bankowy）是波兰首都华沙市中心的主要广场和交通枢纽之一，毗邻萨克森公园和华沙兵工厂。此处有一个地铁车站，和若干电车、公共汽车停靠。
银行广场形成于19世纪的波兰会议王国时期，是华沙最优美的区域之一。广场上的著名建筑有财政部、波兰银行和华沙证券交易所。这个广场最初为三角形。
在1944年华沙起义期间，广场上的建筑被摧毁，广场也不再存在。战后，城市规划者仅仅重建了其历史性的西部，改为长方形。
在共产党的波兰人民共和国时期，这个广场以出生在波兰的共产党政治家，和“契卡”的创始人费利克斯·埃德蒙多维奇·捷尔任斯基，更名为捷尔任斯基广场。1951年，在广场的南部立起了捷尔任斯基雕像。1989年，这个雕像被推倒，标志共产党在波兰的倒台。
今天，银行广场上的显著地标是一座摩天大楼蓝塔（Błękitny wieżowiec），兴建在二战中被德国人摧毁的大犹太会堂的遗址上。
昔日的财政部，今天改为华沙市政厅和市长官邸。2001年，过去竖立捷尔任斯基雕像的地方，立起了尤利斯·斯洛伐支奇雕像。